# فاروق عبد الله عبد الرحمن
الدكتور فاروق عبد الله عبد الرحمن وهو أكاديمي وسياسي تركماني عراقي، الرئيس الأسبق للجبهة التركمانية العراقية، وهو ابن الزعيم التركماني عبد الله عبد الرحمن، وأصبح مستشار رئيس الوزراء العراقي نوري المالكي لعدة أعوام، وأسس فيما بعد حزب القرار التركماني وأصبح أمينا عاما للحزب إلى عام 2016. وأصبح رئيسا للنادي الأخاء التركماني.
وتوفي في العاصمة التركية أنقرة في تاريخ 26 كانون الثاني/يناير 2024 ونقل جثمانه إلى بغداد وشيع بجنازة رسمية ودفن في كربلاء بجوار أبيه عبد الله عبد الرحمن.
شغل منصب عضو في الجمعية الوطنية الانتقالية المؤقتة عامي 2004 و2005، وكان عضوا في اللجنة التربوية فيها.